# Rod Bičkova skala
Taborniški Rod Bičkova skala je eden starejših taborniških rodov v Sloveniji. Ustanovljen je bil 8. marca 1953 ter neprekinjeno deluje vse do danes. Rod je član Zveze tabornikov Slovenije (ZTS) ter Mestne zveze tabornikov Ljubljana.

### Zgodovina
Zgodovina Rodu Bičkova skala se deli na tri obdobja. 

### Obdobje pred ustanovitvijo
V Sloveniji je bilo leta 1951 čutiti močan tok sprememb v takratnem mladinskem gibanju. Tako je bil 22. aprila 1951 v takratni kinodvorani Union, takratni najbolj priznani in razkošni dvorani v Ljubljani, ustanovni zbor Združenja tabornikov Slovenije (kasneje preimenovan v Zvezo). Na tem ustanovnem zboru je bil za prvega starešino izvoljen Živko Lovše, ki je kasneje postal tudi starešina Bičkove skale (1956). Že takrat je za Bežigradom študent medicine Lazar Milosavljevič, ki je bil član Starešinske uprave zveze, našel skupino štirih gimnazijcev, ki so imeli željo po taborništvu. 
3. julija 1951 so za Bežigradom dobili prvi vod tabornikov, ki pa je bil neposredno povezan s Starešinsko upravo zveze. Še isti mesec so trije člani odšli na tabor v Iški Vintgar. Ti Bežigrajčani so bili: Roman Serša, Tone Plevčak ter Roman Mlakar.
7. avgusta sta Bežigrajčana Janez Meden in Roman Mlakar odpotovala s skupino slovenskih tabornikov na prvi vodniški tečaj v zgodovini taborništva. Tečaj je vodil Živko Lovše. Tečaj je predhodnik današnje Gozdne šole.
Oktobra 1951 je vod prerasel v družino, ki je štela že 45 članov. Prvo ime družine je bilo Planinski orel, njen glavar (starešina) pa je bil Roman Mlakar. Leta 1952 se je družina preimenovala v Sivi grizli. Družina Planinski orel oziroma Sivi grizli je bila sestavni del Zmajevega rodu od njegove ustanovitve 4. novembra 1951 pa vse do ustanovitve Rodu Bičkova skala 3. marca 1953. 
Zmajev rod je ime dobil prav na predlog Romana Mlakarja. Kdaj je nastala zamisel o ustanovitvi rodu ni povsem jasno, vendar pa je  bila prelomnica prav taborjenje ob [Sora|[Sori]] leta 1952. Vendar pa to ni bil tabor v organizaciji tabornikov, ampak je bil to tabor v organizaciji Mestnega pionirskega sveta Ljubljana.
Jeseni 1952 sta ustanovljena družina Bobri ter klub Hrast. Tako nastanejo pogoji za ustanovitev rodu na severnem delu Ljubljane. Priprave so potekale od pozne jeseni 1952 do pomladi 1953. Ustanovni zbor novega rodu je bil 8. marca v osnovni šoli ob Vodovodni cesti. Za prvega starešino je bil izvoljen Leopold Babšek, za načelnika pa Pavle Lešnjak.

### Obdobje v Jugoslaviji
Preimenovali so se v odred Bičkova skala ter postali eni izmed najboljših odredov v takratni Jugoslaviji. Kot potrditev teh navedb je omembe vredno, da so že leta 1954 (od 9. do 30. avgusta), torej samo leto dni po ustanovitvi, vodili jugoslovansko naselje Triglav na mednarodnem taboru Rote Folken v Dobrilachu. 
Ti Bičkovci so bili: Leopold Babšek (starešina), Roman Mlakar (načelnik), Janez Škrk (namestnik taborovodje), Lovro Godec (gospodar) ter Marta Lešnjak (tajnik). To leto so prvič oblekli kroje.

### Priznanja
Odred je prejemal tudi najrazličnejša priznanja kot so:
- Zlati javorjev list 1970 (najboljši odred v Jugoslaviji)
- Partizanski odred 13x (najboljši odred v Sloveniji)
- Srebrno plaketo "dr. Jožeta Potrča" leta 1969
- Kipec Ilegalec leta 1975
- Bloudkovo plaketo leta 1975
- Značko Živka Lovšeta 1971, 1972 in 1973
- Srebrno priznanje OF
- Plaketo kurirjev Slovenije 1978
- Posebno priznanje tabornikom Bičkova skala pa sta bila sprejema pri maršalu Titu v Kumrovcu maja 1972 ter na Brdu maja leta 1974
- Več drugih priznanj ZTJ in ZTS

Član Bičkove skale je bil vseskozi tudi Živko Lovše (njemu v spomin je bila poimenovana tudi značka, priznanje za najboljšo enoto MČ-jev), njegova žena Franica (starešina odreda je bila od leta 1958 do 1962) ter eden izmed ustanoviteljev Bičkove skale Roman Mlakar.
V teh letih so hodili na tabore širom po Jugoslaviji.
Seveda niso manjkali čisto na nobenem zletu tabornikov ZTS ter na zletu ZTJ. Uredili so si dom na Gorjušah (kasneje je pogorel) za zimovanja ter se pripravljali na graditev taborniškega doma za Bežigradom.
Tako so za njih peli člani Slovenskega okteta (1974), na samem koncertu pa je bil prisoten Sergej Kraiger, ki je bil prvi starešina tabornikov Jugoslavije in takratni predsednik skupščine SR Slovenije ter Lidija Šentjurc, članica Sveta federacije Jugoslavije. Slovenski oktet je po koncertu slavnostno predal izkupiček od vstopnic ter s tem pomagal k izgraditvi doma Črički. Poleg Slovenskega okteta je zemljišče podarila občina Bežigrad, Jelovica pa je zgradila hišo s popustom.
Seveda pa so tudi Bičkovci kar nekaj let zbirali star časopis. 
V tem času je bila zelo aktivna legendarna "Šica" Majda Sever ter Stane Fortuna. 
Seveda se nikoli niso odpovedali izletu na Dražgoše ter Bičkovo skalo.
Leta 1983 se je odcepila četa Kurirji. Tako so pod vodstvom Milana Janeža ter Toneta Masleta postali odred Posavski Kurirji, ki so bili poznani v Sloveniji tudi po odmevnih organizacijah tekmovanja Spust po Ljubljanici, ki je kasneje prešla pod organizacijo Bičkove skale ter jo še dandanes organizirajo.

### Delovanje v Sloveniji
V začetku devetdesetih se je pojavilo veliko različnih društev in mladinskih gibanj. Zaradi velike ponudbe na trgu mladinskih organizacij je odredu, ki se je medtem po skoraj štiridesetih letih zopet preimenoval v rod, zgodil velikanski upad članstva. V verjetno največji krizi v zgodovini rodu, je članstvo rodu štelo skromnih sedemnajst članov, kar je verjetno komaj za en večji vod v zlatih časih rodu, ko je bilo članstvo na višku – več kot tristo članov. Ostali so le nekateri posamezniki iz kluba Bobri, nekaj članic Bouh ter vod Kvačilung. 
Del Kvačilung (Srečko Matič in Robert Tell - Šmeki) so se odločili, da številko sedemnajst spreobrnejo v številko enainsedemdeset, kar jim je po dobrih treh mesecih tudi uspelo. To je bil vsekakor čas voda Kvačilung, ki ga je uspešno krmaril Tadej Pugelj - Pugy, ob podpori kluba Bouhe pod vodstvom Marjana Hrovata. Vidni član Kvačilung je bil tudi dolgoletni starešina Jaka Fortuna - Jack.
Medtem so se rodu pridružili preostali člani ugaslega odreda Posavski kurirji. 
Tako so imeli v tistih časih velike vode: Udiablive, Fragole, Texas, Kvačilunge, Bolhe ter malce kasneje še Sokoli in Aufbix. Prav ti člani so bili hrbtenica rodu v 90ih. Takratno vodstvo je imelo kar zahtevno nalogo pred seboj. Imeli so veliko članov, ne pa tudi izobraženih vodnikov. Tako so organizirali rodov vodniški tečaj, kar je bilo že takrat nekaj zelo nenavadnega. 
Udeležili so se tudi prvega tečaja za inštruktorje, ki je bil organiziran v Sloveniji ter tako postali prvi inštruktorji pod okriljem ZTS. V preteklih letih so se na inštruktorskem področju kar izkazali, saj so imeli v povprečju največ inštruktorjev na člana.
Nadaljevali so tradicijo odreda Posavski Kurirji ter nadaljevali z organizacijo tekmovanja Spust po Ljubljanici. Kasneje so celo soustanovili tekmovanje Kanu turneja, ki je združevalo več podobnih tekmovanj po celotni Sloveniji. 
Tudi na mestnem področju so bili aktivni. Tako so pomagali ustanoviti Mestno zvezo tabornikov znano tudi kot MZT Ljubljana. Eden najvidnejših tabornikov v Ljubljani je bil prav takratni starešina rodu Matej Gnidovec - Čebela. V prvi polovici devetdesetih je iz voda Fragol izšel še eden zelo uspešen vod, ki je imel v svojih vrstah skoraj vse vodnike. Ta vod se je imenoval Sokoli, krmaril pa ga je Robert Tell - Šmeki, članica pa je bila kasnejša načelnica Maja Gnidovec (prej Širca).
Nekako sočasno z nastankom Sokolov so se preselili tudi na nov taborni prostor pri Mirtovičih, kjer taborijo še danes. V kuhinji že vrsto let kuha Stanka Grebenc - Mama Stanka, ki ima najdaljši taborniški kuharski staž v Sloveniji. Začeli pa so veliko potovati. Tako so se udeležili prvega Evropskega jamboreea (zleta) v Drontnu in leto dni kasneje še svetovnega prav tako v Drontnu ter Moota (tabora PP-jev) na Švedskem. 
Pomagali so organizirati prvi zlet tabornikov v samostojni Sloveniji ter se tudi zelo vidno udeležili drugega in tretjega. Imeli pa so celo svoj mednarodni tabor. Deset dni so gostili Belgijske tabornike ter si izmenjali veliko izkušenj. Organizirati so uspeli tudi več tečajev, med katerimi pa je bil Tečko (TEČaj KOjotov) najpopularnejši, saj so imeli udeležbo na njih vedno vsaj devetdeset odstotkov ciljne skupine. To so bili časi, ko so bili zelo aktivni člani vodov Zelenci in Butnskala (katerega članica je bila kasnejša načelnica Ada Stele) ter družine Kojoti. 
Ker so ob vsakem prehodu v novo desetletje izgubli veliko število starejših aktivnih članov, so se na prehod tisočletja kar dobro pripravili. Tako so že leta 1997 z združitvijo dveh vodov v vod Ščupri naredili velik korak, saj je bil prav ta vod gonilna sila rodu ob prehodu v novo tisočletje. Tako je del voda, skupaj s starejšimi, leta 1999 odvihral na potep s kombijem po Evropi.
Ko so jih ob prelomu tisočletja zapustili vidni aktivni člani, so prav Ščupri ob pomoči preostalih »starejših« članov pripeljali rod do praznovanja 50-letnice delovanja. 
Za petdeset let uspešnega dela so ob dnevu zmage prejeli plaketo glavnega mesta Ljubljane, za kar so zaslužne vse generacije Bičkovcev.

## Glasilo Čri-Čri
Glasilo Čri-Čri je bilten Bičkovcev že mnogo let. Sprva je izhajal kot glasilo čete Črički, kasneje pa je prerasel v vsebičkovsko glasilo. Za njegovo rojstvo se šteje leto 1973, pa čeprav je bilten izhajal že prej, vendar v takšnem obsegu (5 izvodov) da ni dosegel niti vseh vodnikov, kaj šele članov.
Izhaja občasno, zato je včasih med posameznima številkama tudi par let premora. Pa vendarle, Čri Čri je pogled na dogajanje v rodu. So pa Bičkovci posebni tudi po štetju Čri Čri-ja. Verjetno so edini v Sloveniji, ki imamo kar tri biltene s številko 1. Prvič je bilo normalno, da so jo poimenovali 1, ko so jo drugič poimenovali 1, so si rekli nova država - novo štetje, ko pa so jo poimenovali še tretjič, pa je bil edini razlog ta, da nobeden več ni vedel za katero zaporedno številko naj bi sploh šlo. Čri - Čri številka 14 je izšel v zelo omejeni nakladi ter šele v tretjem poizkusu. Pred tem sta bila narejena kar dva osnutka zanj (v različnem obdobju) in nikoli izdana.
Seveda pa so do sedaj izdali še mnogo drugih priložnostnih biltenov. Obstajajo vodova in družinska glasila ter glasila raznih rodovih odprav.

## Spust po Ljubljanici
Akcija "Spust po Ljubljanici Arhivirano 2016-03-05 na Wayback Machine." ima za seboj večletno tradicijo. Do sedaj je bila organizirana že šestnajskrat. Zamisel se je rodila leta 1987, ko so po nekakšnem vzoru sesterske akcije "Kanu ščuka zlet" (sedaj Ščukanujanje) na Cerkniškem jezeru nekaj posebnega hoteli napraviti tudi na Ljubljanici. Tako je leta 1988 Spust prvič zaživel v organizaciji odreda Posavski kurirji. Seveda na reki klasične orientacije ni bilo, vendar pa je bilo v tekmovanje poleg hitrostne etape vpletenih še nekaj spretnostnih veščin in poznavanja Ljubljanice.
Udeležba je bila na začetku majhna, posadk pa je bilo vsako leto več. Prav to jih je vodilo k boljši organiziranosti in večji promociji same akcije. Tudi ekipa se je okrepila s svežimi idejami tabornikov rodu Bičkova skala (saj se je odred Posavski kurirji priključil Bičkovcem), ki so na večini preteklih Spustov kot tekmovalci nabirali praktične izkušnje s proge. Tako je Spust leta 1992 dobil novo podobo. Veliko različnih sponzorjev, kanu za glavno nagrado, družabni piknik po akciji in vključevanje medijev so botrovali k večji udeležbi posadk, ob progi pa ni manjkalo niti gledalcev.
Vključitev "Ekofore" je pomenila širitev akcije v bolj ekološke vode (prve takšne med taborniki), saj se v kanujih na cilj vedno pripelje prav pisan svet smeti.
Vrhunec je Spust doživel leta 1993, ko se je akcije udeležilo kar 38 posadk, imeli so plavajočo radijsko ekipo RGL, v živo so se javljali na Valu 202, na Kanalu A so imeli polurno reportažo, na TV Slovenija so o njej poročali na TV Dnevniku, o akciji so poročali vsi večji tiskani mediji. Ker pa je tistega leta Ljubljana praznovala 850 let prve omembe mesta, so v sklopu praznovanja priredili tudi skupinski nočni spust z baklami in lampioni okrašenimi čolni v staro Ljubljano.                  
Z menjavo genaracij v rodu ter pomanjkanjem organizatorjev so se po Spustu leta 1997 zavestno odločili, da bomo naredili kratek premor za leto ali dve. Toda ta kratek čas je trajal celih devet let.
V začetku novega tisočletja so se večkrat pogovarjali, da bi oživitev Spusta po Ljubljanici v taborništvo prinesla nekaj svežine. Tekmovanja, kjer so se taborniki merili v veslaških spretnostih in orientaciji na vodi, so namreč ugasnila konec 90ih let. Imeli so ideje in želje, manjkala pa jim je vžigalna vrvica.
Pozimi leta 2006 so jim taborniki Rodu Tršati tur predlagali, da bi spomladi soorganizirali Spust. To priložnost so zaradi polnega koledarja izpustili, zato so akcijo po skoraj desetih letih obudili in vpeljali prav oni. Naslednji dve leti pa so precej uspešno sodelovali. Leta 2009, po celih dvanajstih letih, pa so Spust zopet prevzeli na lastna pleča.
Spust leta 2010 je bil jubilejen, že petnajsti po vrsti. Osvežili so ga z novo grafično podobo, novo spletno stranjo, s prepletanjem nalog iz preteklosti in sedanjosti, z biltenom ter s povečanim nagradnim skladom. Prav tako so cilj in nekatere naloge prestavili v center Ljubljane, saj so želeli taborništvo in rod še bolj predstaviti Ljubljančankam in Ljubljančanom.

## Starešine in načelniki
| Leto | Starešina        | Načelnik          |
| ---- | ---------------- | ----------------- |
| 1953 | Leopold BABŠEK   | Pavle LEŠNJAK     |
| 1954 | Leopold BABŠEK   | Pavle LEŠNJAK     |
| 1955 | Leopold BABŠEK   | Janez ŠKRK        |
| 1956 | Živko LOVŠE      | Janez ŠKRK        |
| 1957 | Boro MAČUS       | Janez HRIBAR      |
| 1958 | Franica LOVŠE    | Jože OMERZU       |
| 1959 | Franica LOVŠE    | Mitja VAVPETIČ    |
| 1960 | Franica LOVŠE    | Mitja VAVPETIČ    |
| 1961 | Franica LOVŠE    | Dušan BRAJNIK     |
| 1962 | Franica LOVŠE    | Dušan BRAJNIK     |
| 1963 | Janez ŠKRK       | Vlado GOLOB       |
| 1964 | Janez ŠKRK       | Peter GABRIJELČIČ |
| 1965 | Martin GOLOB st. | Vlado GOLOB       |
| 1966 | Martin GOLOB st. | Vlado GOLOB       |
| 1967 | Roman MLAKAR     | Dušan HOČEVAR     |
| 1968 | Vlado GOLOB      | Mojmir LEHRMAN    |
| 1969 | Avgust STRAŽIŠAR | Dušan BENKO       |
| 1970 | Mojmir LEHRMAN   | Tomo PAVIČ        |
| 1971 | Mojmir LEHRMAN   | Tine Krivic       |
| 1972 | Pavle LEŠNJAK    | /                 |
| 1973 | Pavle LEŠNJAK    | /                 |
| 1974 | Majda SEVER      | Stane FORTUNA     |
| 1975 | Majda SEVER      | Stane FORTUNA     |
| 1976 | Majda SEVER      | Stane FORTUNA     |
| 1977 | Lojze SEVER      | Polona KRESAL     |
| 1978 | Rudi SMREKAR     | Gregor VISTER     |
| 1979 | Rudi SMREKAR     | Izidor BAUS       |
| 1980 | Rudi SMREKAR     | Jana KOLARIČ      |
| 1981 | Stane FORTUNA    | Andrej STRAŽIŠAR  |
| 1982 | Stane FORTUNA    | Tadej PUGELJ      |
| 1983 | Stane FORTUNA    | Andrej STRAŽIŠAR  |
| 1984 | Stane FORTUNA    | Marjan HROVAT     |
| 1985 | Stane FORTUNA    | Ariana TOMAT      |
| 1986 | Stane FORTUNA    | Sandi KAC         |
| 1987 | Stane FORTUNA    | Sandi KAC         |
| 1988 | Stane FORTUNA    | Sandi KAC         |
| 1989 | Sandi KAC        | Nina GORŠIČ       |
| 1990 | Matjaž DOLENC    | Sandi KAC         |
| 1991 | ni podatkov      | Vojko HRENKO      |
| 1992 | Vojko HRENKO     | Mateja ZALAR      |
| 1993 | Vojko HRENKO     | Mateja ZALAR      |
| 1994 | Matej GNIDOVEC   | Olja PLEŠ         |
| 1995 | Matej GNIDOVEC   | Olja PLEŠ         |
| 1996 | Matej GNIDOVEC   | Olja PLEŠ         |
| 1997 | Matej GNIDOVEC   | Jaka FORTUNA      |
| 1998 | Matej GNIDOVEC   | Robert TELL       |
| 1999 | Matej GNIDOVEC   | Robert TELL       |
| 2000 | Matej GNIDOVEC   | Maja ŠIRCA        |
| 2001 | Jaka FORTUNA     | Maja ŠIRCA        |
| 2002 | Jaka FORTUNA     | Maja ŠIRCA        |
| 2003 | Jaka FORTUNA     | Janez KUMŠE       |
| 2004 | Jaka FORTUNA     | Janez KUMŠE       |
| 2005 | Jaka FORTUNA     | Janez KUMŠE       |
| 2006 | Jaka FORTUNA     | Ada STELE         |
| 2007 | Jaka FORTUNA     | Ada STELE         |
| 2008 | Jaka FORTUNA     | Irena ROJKO       |
| 2009 | Janez KUMŠE      | Irena ROJKO       |
| 2010 | Janez KUMŠE      | Irena ROJKO       |
| 2011 | Janez KUMŠE      | Tadeja ROME       |
| 2012 | Janez KUMŠE      | Tadeja ROME       |
| 2013 | Janez KUMŠE      | Tadeja ROME       |
| 2014 | Janez KUMŠE      | Urša DIMIĆ        |
| 2015 | Matej RADINJA    | Urša DIMIĆ        |
| 2016 | Matej RADINJA    | Urša DIMIĆ        |
| 2017 | Matej RADINJA    | Izidor STRAUS     |
| 2018 | Matej RADINJA    | Izidor STRAUS     |
| 2019 | Matej RADINJA    | Izidor STRAUS     |
| 2020 | Matej RADINJA    | Izidor STRAUS     |
| 2021 | Matej RADINJA    | Kaja ŠAVER        |
| 2022 | Jakob BLATNIK    | Kaja ŠAVER        |